# Paes Landim
Paes Landim là một đô thị thuộc bang Piauí, Brasil. Đô thị này có diện tích 349,679 km², dân số năm 2007 là 4458 người, mật độ 12,75 người/km².